# Benjamin Fondane
 (mai 2024).
La mise en forme du texte ne suit pas les recommandations de Wikipédia : il faut le « wikifier ».
Les points d'amélioration suivants sont les cas les plus fréquents. Le détail des points à revoir est peut-être précisé sur la page de discussion.
- Les titres sont pré-formatés par le logiciel. Ils ne sont ni en capitales, ni en gras.
- Le texte ne doit pas être écrit en capitales (les noms de famille non plus), ni en gras, ni en italique, ni en « petit »…
- Le gras n'est utilisé que pour surligner le titre de l'article dans l'introduction, une seule fois.
- L'italique est rarement utilisé : mots en langue étrangère, titres d'œuvres, noms de bateaux, etc.
- Les citations ne sont pas en italique mais en corps de texte normal. Elles sont entourées par des guillemets français : « et ».
- Les listes à puces sont à éviter, des paragraphes rédigés étant largement préférés. Les tableaux sont à réserver à la présentation de données structurées (résultats, etc.).
- Les appels de note de bas de page (petits chiffres en exposant, introduits par l'outil «  Source ») sont à placer entre la fin de phrase et le point final[comme ça].
- Les liens internes (vers d'autres articles de Wikipédia) sont à choisir avec parcimonie. Créez des liens vers des articles approfondissant le sujet. Les termes génériques sans rapport avec le sujet sont à éviter, ainsi que les répétitions de liens vers un même terme.
- Les liens externes sont à placer uniquement dans une section « Liens externes », à la fin de l'article. Ces liens sont à choisir avec parcimonie suivant les règles définies. Si un lien sert de source à l'article, son insertion dans le texte est à faire par les notes de bas de page.
- La présentation des références doit suivre les conventions bibliographiques. Il est recommandé d'utiliser les modèles {{Ouvrage}}, {{Chapitre}}, {{Article}}, {{Lien web}} et/ou {{Bibliographie}}. Le mode d'édition visuel peut mettre en forme automatiquement les références.
- Insérer une infobox (cadre d'informations à droite) n'est pas obligatoire pour parachever la mise en page.

Pour une aide détaillée, merci de consulter Aide:Wikification.
Si vous pensez que ces points ont été résolus, vous pouvez retirer ce bandeau et améliorer la mise en forme d'un autre article.
Benjamin Fondane, alias B. Fundoianu, né Benjamin Wechsler (ou Wexler) le 14 novembre 1898 à Iași en Roumanie et mort le 2 ou le 3 octobre 1944 dans une chambre à gaz du camp d'extermination d'Auschwitz, est un philosophe, poète, dramaturge, essayiste, critique littéraire, réalisateur de cinéma et traducteur juif athée roumain, naturalisé français en 1938, principalement d'expression française.

## Biographie

### Famille
Fils d’Isaac Wechsler et d’Adela Schwarzfeld, Benjamin Wechsler était le cadet de la famille. Il avait une sœur aînée, Line, et une sœur puînée, Rodica.
Son père était un commerçant dont les parents étaient originaires de Hertsa (Herța, en roumain), bourgade située dans le nord de la Moldavie, maintenant en Ukraine.
Sa mère appartenait à une éminente famille d’intellectuels juifs dont le père, Benjamin Schwarzfeld, originaire de Galicie, pédagogue et hébraïsant, créa la première école juive à Iași. Les frères d’Adela, Elias, Moses et Wilhelm, étaient des érudits réputés. Elias Schwarzfeld écrivit une Histoire des Juifs de Roumanie.
Il épouse Geneviève Tissier le 28 juillet 1931.

### Carrière
Il publie de la poésie dès son plus jeune âge, notamment dans la revue symboliste Versuri şi Prozǎ (en) (Vers et Prose), dirigée de 1912 à 1914 par Alfred Hefter, dont l'influence le marque profondément, et prend, vers 1913, le nom de plume B. Fundoianu, du toponyme roumain Fundoaia. En 1918, il est l'auteur du drame Tăgăduința lui Petru (Le Reniement de Pierre), courte pièce de théâtre parue aux Éditions Chemarea. Après la fin de ses études secondaires à Iași, il part pour Bucarest et devient le centre d'un groupe d'avant-garde qui inclut Marcel Janco, Max Hermann Maxy, Iosif Ross, Sașa Pană, Ion Vinea, Ștefan Roll et Ilarie Voronca. Il publie dans d'importants périodiques, toujours sous le nom de B. Fundoianu, et fonde brièvement en 1921-1922 une troupe théâtrale, Insula (L’Île), influencée par les conceptions de Jacques Copeau.
Il arrive à Paris en 1923 où il devient Benjamin Fondane, ajoutant la culture française à ses racines roumaines et hébraïques. C'est à Paris qu'il écrit sa première œuvre en français, Exercice de français, publiée en 1925. Il rencontre Tristan Tzara, qu'il interviewe ; il adhère lui-même au mouvement surréaliste, ainsi qu'au sous-groupe d'Arthur Adamov, et publie de nouveaux poèmes tel À Madame Sonia Delaunay, partie d'un projet inachevé intitulé Ulysse 1927.
En 1924, il rencontre chez Jules de Gaultier le philosophe russe Léon Chestov, qui sera la rencontre la plus déterminante de sa vie : les deux hommes se lient d'une amitié forte, et Chestov devient le maître de Fondane en philosophie. Fondane écrit alors, notamment dans Les Cahiers du Sud, sur Martin Heidegger, Edmund Husserl, Friedrich Nietzsche, Søren Kierkegaard, Sigmund Freud, Stéphane Lupasco… tout en contribuant à faire connaître la pensée de Chestov en France. En 1939, il confiera à Victoria Ocampo une copie de son manuscrit Rencontres avec Léon Chestov, qui ne sera publié que bien après sa mort.
En 1933, il travaille avec Dimitri Kirsanoff à un film expérimental intitulé Rapt, libre adaptation du roman de Charles Ferdinand Ramuz La séparation des races. En 1936, il écrit et réalise le film Tararira en Argentine. Sur le bateau du retour, il se lie d'amitié avec le catholique néo-thomiste Jacques Maritain.
Durant les années 1930, Fondane se trouve au cœur de la vie intellectuelle française. Pour cet ardent polémiste, la pensée se définissait comme une lutte, comme pour Chestov, qui tenait que la philosophie n'est pas une connaissance mais une lutte acharnée à mort pour la Liberté. C'est dans cet esprit que Fondane suscita un débat en 1936 sur l'interprétation de Kierkegaard en France. Il visait particulièrement Denis de Rougemont, Rachel Bespaloff et Jean Wahl.
En 1938, à la mort de Chestov, Fondane est connu comme étant son disciple et est reconnu comme philosophe.
En 1940, Fondane est engagé lors de l'invasion nazie en France. Fait prisonnier, il s'évade, est repris et il est hospitalisé au Val-de-Grâce pour une appendicectomie. Après avoir regagné son domicile, il travaille à son projet Ulysse et à divers essais.
En mars 1944, il est arrêté par la police de Vichy. Sa femme obtient sa libération mais Benjamin Fondane décide de ne pas abandonner sa sœur Line. Il est envoyé au camp de Drancy, puis déporté à Auschwitz par le convoi 75 du 30 mai au départ de la gare de Bobigny. Il est gazé début octobre.

## Analyse de l'œuvre

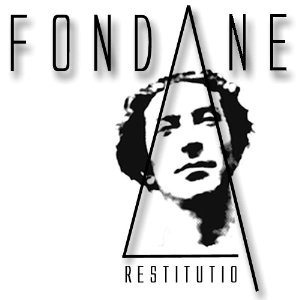

L'œuvre de Benjamin Fondane est marquée par la multiplicité des formes d'expression : poésie (ses œuvres poétiques sont rassemblées sous le titre général : Le mal des fantômes, Verdier Poche, 2006), théâtre (Le Festin de Balthazar, Philoctète), philosophie (en particulier La Conscience malheureuse, 1936; rééd. Verdier, 2013), critique de cinéma (Écrits pour le cinéma, Verdier Poche, 2007), réalisation cinématographique (Tararira, 1936), essais d'esthétique et de poétique (Faux Traité d'esthétique, 1938, rééd. Paris Méditerranée, 1998), essais sur la littérature (Charles Baudelaire et l'expérience du gouffre, 1947; rééd. Complexe, 1994).
Polémiste redoutable, notamment dans ses Chroniques de la philosophie vivante, qu'il publie aux Cahiers du Sud tout au long des années trente, Fondane définit ses positions dans un espace agonistique de lutte et d'oppositions (Contre Hegel, Heidegger, Jean Wahl, Edmund Husserl, Paul Valéry, André Breton…).
Il publie dans de nombreuses petites revues qui assurent la diffusion efficace de ses positions contre le surréalisme de Breton, contre la poétique de Paul Valéry, contre le discours autobiographique d'André Gide, contre l'hégélianisme ou la phénoménologie husserlienne. Cette polyvalence transdisciplinaire recouvre en réalité une remarquable cohérence philosophique de l'œuvre. Il écrivit la première partie de son œuvre poétique et critique, déjà considérable, en roumain, puis adopta le français à partir de 1924 après son arrivée à Paris.
Si sa poésie roumaine se détache rapidement des influences symbolistes de sa jeunesse pour évoluer vers un style plus expressionniste, elle fut marquée par la traversée des avant-gardes, aux frontières du dadaïsme et du surréalisme, avant de se transformer en une poésie existentielle, chargée d'attester avec force l'errance du poète dans le flux perpétuel d'un monde naufragé, solidaire des émigrants juifs. La révolte ou l'irrésignation se trouve au cœur de cette œuvre, marquée par l'obsession du désastre d'une civilisation capable de transformer les individus en fantômes de l'histoire.
L'œuvre de Fondane, fortement imprégnée de la philosophie de la tragédie de Léon Chestov, exprime toujours une révolte contre la « finitude » humaine et une attestation véhémente de l'existence individuelle, menacée par la finitude, l'exil, le mépris, le rationalisme abstrait et déréalisant, la violence de l'histoire. Son combat contre un certain rationalisme destructeur, son refus de toute aliénation idéologique, morale, politique de la poésie, son cri en faveur d'un Dieu absent réclamé devant le désastre, rendent son œuvre particulièrement significative pour le lecteur contemporain.
Le 21 juin 1968, l'épouse et la fille de Claude Sernet ont fait don à la Bibliothèque littéraire Jacques Doucet de manuscrits et d'œuvres de Benjamin Fondane qui étaient en leur possession.

## Citations

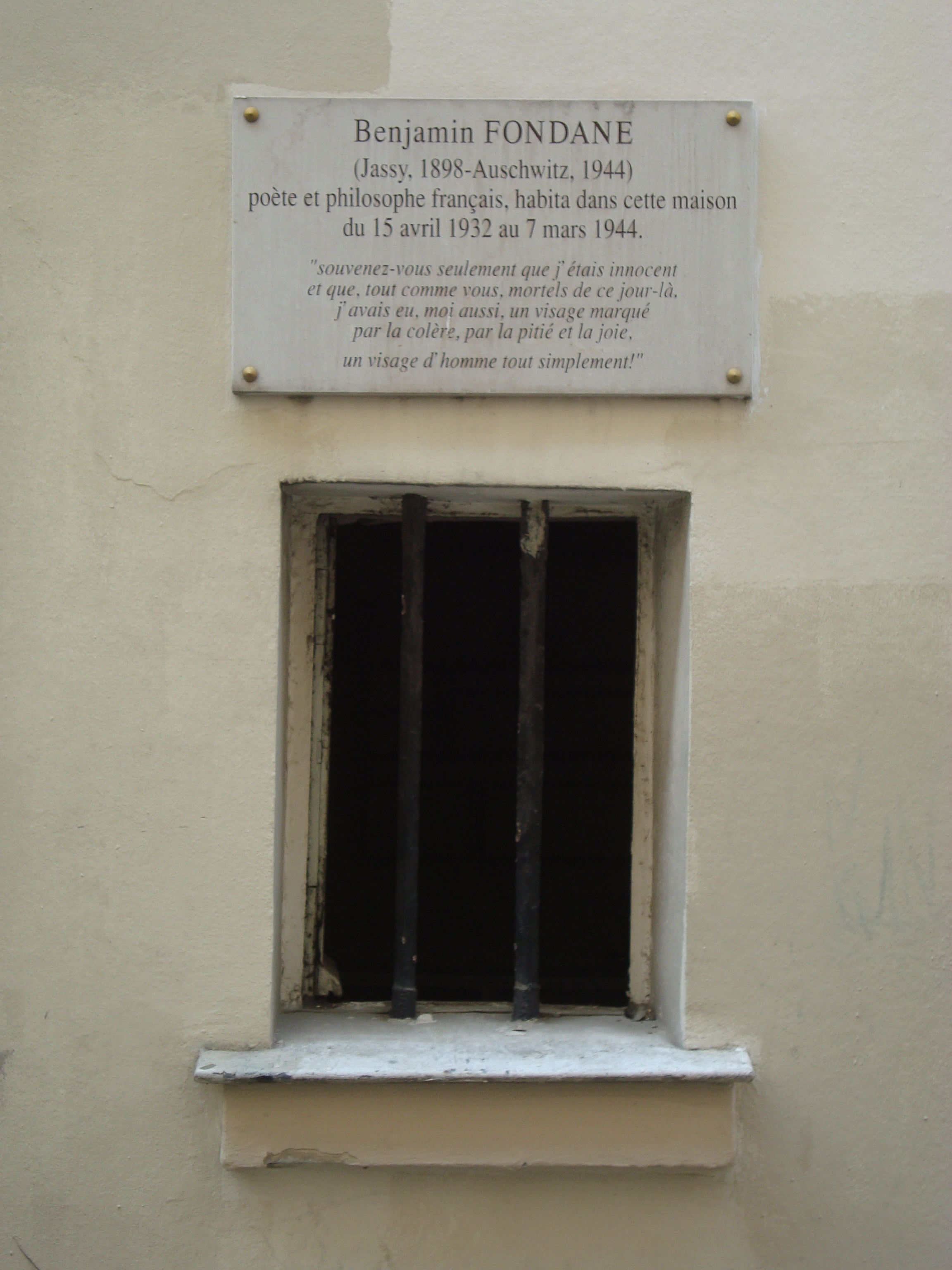
Plaque commémorative sur l'immeuble où vécut Fondane, rue Rollin.

Un jour viendra, sans doute, quand le poème lu
se trouvera devant vos yeux. Il ne demande
rien! Oubliez-le, oubliez-le! Ce n’est
qu’un cri, qu’on ne peut pas mettre dans un poème
parfait, avais-je donc le temps de le finir?
Mais quand vous foulerez ce bouquet d’orties
qui avait été moi, dans un autre siècle,
en une histoire qui vous sera périmée,
souvenez-vous seulement que j’étais innocent
et que, tout comme vous, mortels de ce jour-là,
j’avais eu, moi aussi, un visage marqué
par la colère, par la pitié et la joie,
un visage d’homme, tout simplement!
(1942)
Benjamin Fondane - Préface en prose, extrait de L'Exode (Super flumina Babylonis), publié dans l’anthologie Le mal de fantômes, Paris, Éditions Verdier, 2006, p. 153.

## Œuvres

### Articles et ouvrages de Benjamin Fondane publiés de 1925 à 1944
1925
- Chacun sa vérité [sur Pirandello] Integral [Intégral], revue littéraire d'avant-garde, avril 1925, 2.
- Jean Cocteau, Integral, 2, avril 1925.
- La Jeanne d'Arc de Joseph Delteil, Integral, octobre 1925, 6-7.

1927
- Pierre Reverdy, Integral, 10, janvier 1927.
- Louis Aragon ou Le Paysan de Paris, Integral, Bucarest, 10, janvier 1927.
- Spovedania unui candelabru (La confession d'un candélabre), de A.L. Zissu, Integral, Bucarest, II, 10, janvier 1927,1.
- Les surréalistes et la révolution, Integral, Bucarest, 12, avril 1927.
- Paul Éluard : Capitale de la douleur, Integral, Bucarest, 11, mars 1927.
- Le grand ballet de la poésie française, Integral, Bucarest, juin-juillet 1927, 13-14.

1928
- Pierre Reverdy, Integral, Bucarest, 15, avril 1928.
- Réflexions sur le spectacle, Cahiers de l’Étoile, Paris, 8, mars-avril, 1928.
- Trois scenarii : ciné-poèmes, Bruxelles : Documents Internationaux de l’Esprit Nouveau, 1928 (avec deux portraits de Fondane par Man Ray).
- La confession d’un candélabre de L. Zissu, traduit du roumain et précédé d’une préface par B. Fondane, portrait par Maxy, Paris : Picart, 1928.
- Le regard de l’absent, Discontinuité, Paris, I, juin 1928, 8.

1929
- Un philosophe tragique, Léon Chestov, Europe, Paris, 19, 15 janvier 1929, 142-50.
- Réflexions sur le spectacle, Cahiers de l’Étoile, Paris, 2, 8, mars-avril, 256-67.
- Le procès de la raison. Léon Chestov, Témoin à charge, Cahiers de l’Étoile, Paris, 2, 9, mai-juin, 344-64.
- Edmund Husserl et l’œuf de Colomb du réel, Europe, Paris, XX, 78, 15 juin 1929, 331-44.
- Réflexions sur le spectacle, fragments, Unu [Un], Bucarest, juin 1929.
- Presentación de films puros, Síntesis, Buenos Aires, 3 septembre 1929.
- Brancusi, Cahiers de l’Étoile, Paris, II, 11, sept-oct.1929, 708-725.

1930
- Poésie pure de Paul Valéry à Tristan Tzara, Unu, Bucarest, 22, février, 1930.
- Psalmul lui Adam [ Le psaume d'Adam], Adam, Bucarest, I, 16, 1er février 1930, 7-8.
- Sous les toits de Paris (sur René Clair), L'Intransigeant, Paris, 12 juin 1930.
- Rimbaud le voyou, extrait, Raison d'être, Paris, III, 7, juillet 1930,16-20.
- Du muet au parlant, grandeur et décadence du cinéma, Bifur, 5, 30 avril 1930, 137-50.
- Poèmes, Chantiers, Carcassonne, mars 1930, 8, 5-6.
- Marc Chagall, Adam, Bucarest, 1, mai 1930.
- Marc Chagall, Tschisla, Paris, 1, 1930 (en russe).
- Le Temps est hors des Gonds et Passons l’Éponge, Cahiers de l'Étoile, Paris, 111, 16, juil.-août 1930, 583-585.
- Gide suivant Montaigne, Cahiers de l'Étoile, Paris, 111, 14, mars-avril 1930, 266-285.
- (Compte rendu), Léon-Pierre Quint, Le Comte de Lautréamont et Dieu, éd. Cahiers du Sud, Cahiers de I'Étoile (Paris), III, 16, juillet-août 1930, 608-614.
- (Compte rendu), Ribemont-Dessaignes, Frontières Humaines, Collection Bifur, Ed. du Carrefour, 1929, Cahiers de I'Étoile (Paris), III, 16, juillet-août 1930, 615-618.
- Ulysse, fragments, Commerce, Paris, Cahier XXV, Automne 1930, 91-111.

1931
- El cinema en el atolladero, Sur, Buenos Aires, 1, Verano 1931.

1932
- Deux fragments d'Ulysse, Le Journal des Poètes, Bruxelles, II, 8, 16 janvier 1932 (2).
- Fragments d'Ulysse, Le Journal des Poètes, Bruxelles, II, 15, 5 mars 1932, (1).
- Roumanie. Point de vue et sélection d'un écrivain heureux d'être partial, Le Journal des Poètes, Bruxelles, II, 15, 5 mars 1932, (3-4).
- Sur la route de Dostoïevski : Martin Heidegger, Cahiers du Sud, Marseille, 141 (1932) 378-92.
- Martin Heidegger ante la sombra de Dostoïevski, Sur, Buenos Aires, Verano, Ano II, 1932 151-169.

1933
- Fragments d’Ulysse, Cahiers du Journal des Poètes, Bruxelles, II, 15, 12 février 1933.
- (Compte-rendu) Kierkegaard : Traité du désespoir, Paris, Gallimard, 1933, Cahiers du Sud (Marseille), X, 147, jan.1933, 42-51.
- Rimbaud le voyou, extrait, Cahiers du Sud, Marseille, 149, 1933, 196-209.
- Cinéma 33, Cahiers jaunes, Paris, 4, 1933, 12-20.
- Sur Gogol, Cahiers du Sud, 151, 1933.
- Ulysse, Le Phare de Neuilly, Neuilly-sur-Seine, 2, 1933, 61-68.
- Rimbaud et Sophocle, 14 Rue du Dragon, Paris, 1, mars 1933, 13.
- Sur Ulysse dans la Cité, par Ilarie Voronca, Cahiers du Sud, Marseille, 154, 1933.
- (Compte rendu), À propos de Søren Kierkegaard, In Vino Veritas, Ed. du Cavalier, La Répétition, Alcan, Cahiers du Sud, Marseille, X, 155, oct.1933, 625-631.
- (Compte rendu), Boris de Schloezer. Gogol, Paris, Plon, 1932, Cahiers du Sud (Marseille), X, 151, mai 1933, 375-377.
- (Compte rendu), Ilarie Voronca, Ulysse dans la cité, traduit du roumain par Roger Vailland, Paris, Éditions du Sagittaire, 1933, Cahiers du Sud, Marseille, X, 154, sept. 33, 535-537.
- Rimbaud et Lautréamont, 14 Rue du Dragon, Paris, 4, juin 1933, 9.
- Rimbaud le voyou, fragments, Documents 33, Bruxelles, 4, juillet 1933, 10-12.
- Rimbaud le voyou, Paris : Denoël et Steele, 1933.
- Quand nous entrâmes…, extrait d’Ulysse, Poésie, Paris, 12, 8, août 1933, 10-12.
- À propos de L’Église de M. Céline, Cahier Bleu, IV, 1, 22 novembre 1933.
- Titanic, extraits, La Bouteille à la mer, Paris, 35, oct. 33.
- Réponse à une enquête sur le cinéma soviétique. À propos du film Montagne d’or, 1933, Documents 33, Bruxelles, 8, décembre 1933.
- Levée de rideau, 6, Cahier Bleu, 22 décembre 1933, 258-60.

1934
- 1.	“Psychanalyse d’Edgar Poe”, Cahier bleu (Paris), II, 13, 22 janvier 1934, 75-77.
- 2.	“Proverbes”, Cahiers juifs (Paris), I, 7, janvier 1934, 55-56.
- 3.	“Entretien sur Rapt”, Aujourd’hui (Paris), 24 fév.1934.
- 4.	“Marc Chagall”, Cahiers juifs (Paris) I, 9, avril-mai 1934, 266-272.
- 5.	“La ligne ‘générale’ de Gide, Papiers”, Nouveau Cahier bleu (Paris), 14-15, 10 mai 1934, 356-360.
- 6.	(Compte rendu), Edouard Krakowsski, Plotin et le paganisme religieux, Paris, Denoël et Steele, 1934, Cahiers du Sud (Marseille), 162, juin 1934, 391-392.
- 7.	“Poème”, 16-17, Cahier Bleu, 10 juin 1934.
- 8.	“À propos du film Rapt”, L’Étoile belge, (Bruxelles), 21 juillet 1934.
- 9.	(Compte rendu), Karl Barth, Parole de Dieu et parole humaine, traduit par P. Maury et A. Lavanchy, Paris, Ed. Je Sers, 1933, Cahiers du Sud (Marseille), 163, juillet 1934, 492-495.
- 10.	“Une politique de l’esprit : le premier Congrès des Écrivains de l’URSS”, Cahiers du Sud ((Marseille), ), 166, 1934, 718-24.
- 11.	“Léon Chestov, Kierkegaard et le serpent”, Cahiers du Sud (Marseille), 164, août 1934, 534-554.
- 12.	“A Victoria Ocampo”, Revue Argentine (Paris), août-septembre 1934, 29-30.
- 13.	“Visages de la pampa”, (À propos de Don Segundo Sombra), Revue Argentine (Paris), I, 3, nov.1934, 33-37.
- 14.	“Poème”, Revue Argentine (Paris), I, 4, décembre 1934, 25-26.

1935
- 1.	“L’Esprit et le temps : La Conscience malheureuse”, (fragments), Cahiers du Sud (Marseille), XII, 171, avril 1935, 304-317.
- 2.	(Compte rendu) Sur Dostoïevski, ou les confins de l'homme, par Edouard Thurneysen, traduit de l’allemand par P. Maury, Paris : Je Sers, Cahiers du Sud (Marseille), XIII, 76, oct.1935, 674-676.
- 3.	“Héraclite le pauvre, ou nécessité de Kierkegaard”, Cahiers du Sud (Marseille), XIII, 177, novembre 1935, 757-770.
- 4.	“La Conciencia Desventurada, Bergson, Freud y los dioses”, Sur (Buenos Aires), 15, décembre 1935.
- 5.	(Compte rendu), Gaston Bachelard, Le Nouvel esprit scientifique, Paris : PUF, 1935, Cahiers du Sud (Marseille), XIII, 178, déc.1935, 867-870.

1936
- 1.	“Lettre à Jean Wahl à propos de Kierkegaard”, Cahiers du Sud (Marseille), XIV, 179, jan.1936, 87-88.
- 2.	(Compte rendu) Denis de Rougemont, Politique de la personne. Problèmes, doctrines et tactiques de la révolution personnaliste, Paris : Je Sers, 1934, Cahiers du Sud (Marseille), XIV, 182, avril 1936, 334-335.
- 3.	“Titanic” [Extrait], La Revue Argentine, (Paris), II, 15, avril-mai 1936, 12-13.
- 4.	“Léon Chestov, à la recherche du judaïsme perdu”, Revue juive de Genève, IV (1936) 326-28.
- 5.	“Poésie et métaphysique”, Schweizer Annalen, Zurich : Max Niehans Verlag, juillet-août, 1936, 357-364.
- 6.	“Préfacio para el presente”, Sur (Buenos Aires), 21, juin 1936.
- 7.	La Conscience malheureuse, Paris : Denoël et Steele, 1936.
- 8.	(Compte rendu) Comte de Gobineau, Mémoire sur diverses manifestations de la vie individuelle, Desclée de Brouwer, Cahiers du Sud (Marseille), XIV, 183, mai 1936, 412-413.
- 9.	“Titanic” [Extraits], Courrier des poètes (Bruxelles), 1, 14, 20 juin 1936, 12-13.
- 10.	(Compte rendu) Irma de Manziarly, Pérégrinations asiatiques, Cahiers du Sud (Marseille), XV, 185, juillet 1936, 605.
- 11.	(Compte rendu) Raymond Queneau, Les Derniers jours, Paris : Gallimard, 1936, Cahiers du Sud (Marseille), XV, 188, nov.1936, 850-851.
- 12.	(Compte rendu) Nietzsche, La Volonté de puissance, tome I, texte établi par F. Wurbach et traduit par G. Bianquis, Paris : Gallimard, 1936, Cahiers du Sud, XV, 188, novembre 1936, 851.
- 13.	(Compte rendu) Marcel de Corte, Aristote et Plotin, Paris, Desclée de Brouwer, 1935, Cahiers du Sud (Marseille), XV, 188, nov.1936, 852.
- 14.	“Titanic” [Extraits], Courrier des poètes (Bruxelles), 3, 25, 31 déc.1936, 48.

1937
- 1.	 (Compte rendu) Jean Baruzi, Problèmes d’histoire des religions, Paris : Félix Alcan, 1935, Cahiers du Sud (Marseille), XVI, 190, jan.1937, 56-57.
- 2.	(Compte rendu) Liviu Rusu, Essai sur la création artistique, Paris : Félix Alcan, 1935, Cahiers du Sud (Marseille), XVI, 191, février 1937, 140-141.
- 3.	“À propos du livre de Léon Chestov : Kierkegaard et la philosophie existentielle”, Revue de philosophie, 37, 1937, 381-414.
- 4.	“Le poète et son ombre. Extrait de Titanic, poème”, Le Rouge et le noir (Bruxelles), 5 mai 1937.
- 5.	Titanic, Cahiers du Journal des Poètes, 35-5 juin, Bruxelles : 1937.
- 6.	“La philosophie vivante : l’humanisme intégral de Jacques Maritain”, Le Rouge et le noir (Bruxelles), 21 juillet 1937.
- 7.	(Compte rendu) Armand Petitjean, Imagination et réalisation, Paris, Denoël et Steele, 1936, Cahiers du Sud (Marseille), XVI, 196, août 1937, 442-444.
- 8.	“Réalisme poétique, Fragment” (Fragment du Faux Traité d’esthétique), Courrier des poètes, Les Cahiers du Journal des poètes (Bruxelles), 5, août 1937, 37-42.
- 9.	“Descartes ou la prudence, à propos de ses œuvres intégrales”, Le Rouge et le noir, (Bruxelles), 8 septembre 1937.
- 10.	“Lévy-Bruhl ou le métaphysicien malgré lui”, Le Rouge et le noir (Bruxelles), 21 septembre (1937).
- 11.	“Le poète et le schizophrène. La conscience honteuse du poète”, Cahiers du Sud (Marseille), XVI, 198,oct.1937, 550-569.
- 12.	“Le romantisme allemand”, Le Rouge et le noir (Bruxelles), 13 octobre 1937.
- 13.	(Compte rendu) Will Durant, Histoire de la civilisation, Paris : Payot ; Arthur Byhan, La civilisation caucasienne, Payot, Le Rouge et le Noir (Bruxelles), 20 oct. 1937.
- 14.	“Le poète et le schizophrène. La conscience honteuse du poète”, Cahiers du Sud (Marseille), XVI, 198, nov.1937, 662-650.
- 15.	“Nietzsche et les problèmes répugnants”, Le Rouge et le Noir (Bruxelles), 24 novembre 1937. [trad. en espagnol : 1938]
- 16.	(Compte rendu) La Notion de l'Instinct et ses bases scientifiques, Paris, Vrin, Cahiers du Sud (Marseille), XVI, 200, déc.1937, 751.
- 17.	(Compte rendu) Blaise Pascal, Œuvres, texte établi et annoté par Jacques Chevalier, Paris : La Pléiade, NRF, Cahiers du Sud (Marseille), XVI, 200, déc.1937, 755.

1938
- 1.	“L’exercice spirituel”, Les Cahiers Blancs (Bruxelles), I, fév.1938, 31-32.
- 2.	(Compte rendu) Gaston Bachelard, Dialectique de la durée, Cahiers du Sud (Marseille), XVIII, 1938.
- 3.	(Compte rendu) Jeanne Hersch, L’illusion philosophique, Librairie Alcan, 1936, Cahiers du Sud (Marseille), XVII, 202, février 1938, 141.
- 4.	(Compte rendu) Œuvres, Jean Calvin, présentées et annotées par A-M. Schmidt, Paris : Je Sers et Genève : Labor, Cahiers du Sud (Marseille), XVII, 202, février 1938, 162-163.
- 5.	“Poème”, Delta (Paris), II, 2, avril 1938, 10.
- 6.	Faux Traité d’esthétique, Essai sur la crise de réalité, Paris : Denoël, 1938.
- 7.	“Nietzsche y los problemas ‘repugnantes’”, Sur (Buenos Aires), 42, Año VIII, mars 1938.
- 8.	(Compte rendu) Gaston Bachelard, Dialectique de la durée, Cahiers du Sud (Marseille), 201, 1938.
- 9.	“El poeta y la esquizofrenia - La conciencia vergonzosa”, Sur, 38, juil.1937 et novembre 1937.
- 10.	(Compte rendu) Emmanuel Kant, Le Conflit des facultés, Trad. Introd. et notes par J. Gibelin, Paris : Vrin, Cahiers du Sud (Marseille), XVII, 204, avril 1938, 317-319.
- 11.	“Léon Chestov et la lutte contre les évidences”, Revue de la France et de l’étranger, juillet-août 1938, 13-50.
- 12.	“Le mal des fantômes”, Messages (Paris), I, 3, mai-juin 1938, 82.
- 13.	“Léon Chestov et la lutte contre les évidences”, Revue philosophique de la France et de l’étranger (Paris) 126, 7-8, juill-août 1938, 113-150.
- 14.	Léon Chestov, Cahiers du Sud (Marseille), XVII, 210, nov.1938, 877-878.

1939
- 1.	(Compte rendu) Lévy-Bruhl, L’expérience mystique et les symboles chez les primitifs, Paris : Félix Alcan, 1938, Cahiers du Sud (Marseille), XVIII, 213, février 1939, 164-169.
- 2.	(Compte rendu) Jean Wahl, Études kierkegaardiennes, Paris : Montaigne, Cahiers du Sud (Marseille), XVIII, 213, février 1939, 169-171.
- 3.	(Compte rendu) Gaston Bachelard, “La Formation de l'esprit scientifique. Contributions à une psychanalyse de la connaissance objective, Paris : Vrin, 1939, Cahiers du Sud (Marseille), XVIII, 214, mars 1939, 241-248.
- 4.	(Compte rendu) Vladimir Jankélévitch, L'Alternative, Paris : Alcan, 1938, Cahiers du Sud (Marseille) 214, mars 1939, 249-251.
- 5.	“Enquête sur la poésie de guerre”, Fontaine (Alger) 3, avril-mai 1939.
- 6.	“L’homme devant l’histoire ou du bruit et de la fureur”, Cahiers du Sud (Marseille), XVIII, 216, mai 1939, 441-454.
- 7.	“Lévy-Bruhl o el metaficico a pesar suyo”, Sur, 57, Año IX, juin 1939, 65-75.
- 8.	(Compte rendu) Heidegger, Qu’est-ce que la métaphysique ?”, Paris : Gallimard ; Rachel Bespaloff, Cheminements et carrefours, Paris : Vrin, 1938 ; Masson-Oursel, La philosophie en Orient, Paris : Alcan ; Lénine, Cahiers sur la Dialectique de Hegel, NRF ; Paul Romane Musculus, La prière des mains, Paris : Je Sers, Cahiers du Sud (Marseille), XVIII, 218, juillet 1939, 603-606.

1940
- 1.	“Poèmes”, Fontaine (Alger), VII, jan.-févr.1940, 142-143.
- 2.	(Compte rendu) Gaston Bachelard, “À propos de Lautréamont de Bachelard”, Cahiers du Sud (Marseille), 229, XIX, 527-532.
- 3.	“Lévy-Bruhl et la métaphysique de la connaissance”, La Revue philosophique de la France et de l’étranger (Paris), 129, mai-juin 1940, vol. CXXIX, 289-316 et CXX (1940) 29-54.
- 4.	“Lettre à Jean Ballard”, in “Carnet des absents”, Cahiers du Sud (Marseille), 222, 1940.
- 5.	“En las riberas del Iliso, Conversaciones con Chestov”, Sur, Año IX, juillet 1940, 7-39.

1941
- 1.	“Au seuil de l'Inde”, Cahiers du Sud (Marseille), XXVIII, 236, juin-juil.1941, 374-385.
- 2.	(Compte rendu) J.-D. Gherea, Le Moi et le monde. Essai d’une cosmogonie anthropomorphique, Paris : Vrin, 1939, Revue philosophique de la France et de l’Etranger, CXXXI, 9-12, sept-déc., 1941, 463-466.

1942
1. Ulysse (Fragments), Messages, 1, mars 1942, 46-54.

1943
- 1.	“Baudelaire and the experience of the abyss”, Traduit par Lionel Abel, Partisan Review (New York), vol.10, 5, Sept-oct., 1943, 410-420.
- 2.	“Baudelaire et l’expérience du gouffre” (extrait), Les Lettres françaises (Buenos Aires), 7-8, 23-33.
- 3.	“Baudelaire et l'expérience du gouffre”, (extrait), Cahiers du Sud (Marseille), 252, 1943.
- 4.	“Jules de Gaultier”, Cahiers du Sud (Marseille), XIX, 255, avril 1943, 318-320.
- 5.	(Compte rendu) “D'Empédocle à Stéphane Lupasco ou ‘la Solitude du logique’”, Cahiers du Sud (Marseille), XIX, 259, août-sept.1943, 71-76.
- 6.	“Importance de Baudelaire”, Domaine Français, Messages, (Genève), Éditions des Trois Collines, août-novembre 1943, 321-331.

1944
- 1.	“Au temps du poème”, Poésie 44, 18, mars-avril 1944, 43-47.
- 2.	“Journées de juin”, L’Honneur des poètes, Europe, II, Paris : Minuit, 1944, 24-26 (signé Isaac Lacquedem).
- 3.	(Compte rendu) “Bachelard apprivoise le rêve”, L’Eau et les rêves, Paris : Corti ; L’Air et les songes, Paris : Corti.
- 4.	“Le Mal des fantômes”, Cahiers du Sud (Marseille), 268, oct.-déc.1944, 121-131.

### Rééditions et anthologies
- Baudelaire et l’expérience du gouffre, avec une préface de Jean Cassou, Paris, Pierre Seghers, 1947 ; rééd. Paris, Seghers, coll. « L'archipel », 1972 ; rééd. avec une préface de Patrice Beray, Bruxelles, éditions Complexe, 1994.
- L'Exode, préface de Claude Sernet, Veilhes, La Fenêtre ardente, 1965.
- Michel Carassou (éd), Non Lieu, Benjamin Fondane, Paris, Au temps du poème, 1978.
- Le lundi existentiel, Paris, éditions du Rocher, 1990
- Brancusi (1929), Paris, Fata Morgana, 1995.
- Le Voyageur n’a pas fini de voyager, Paris-Méditerranée & L'Ether Vague-Patrice Thierry éditeur, 1996,  (ISBN 2904620656)
- Faux-traité d’esthétique, Paris-Méditerranée, 1998.
- L'être et la connaissance : Essai sur Lupasco, Paris-Méditerranée, 1998,  (ISBN 284272044X)
- Rencontres avec Léon Chestov, Arcane 17, 1996,  (ISBN 2866960033) (Rencontre avec L. Chestov en ligne)
- L’Écrivain devant la révolution, Discours non prononcé au congrès international des écrivains de Paris (1935), Préface de Louis Janover, Paris, Paris Méditerranée, 1997.
- Fondane-Fundoianu et l’avant-garde, (textes réunis par Michel Carassou, Petre Raileanu) Paris, Fondation Culturelle Roumaine et Paris Méditerranée, 1999.
- Au seuil de l'Inde, Fata Morgana, coll. « Hermès », 1994,  (ISBN 2851940988)
- Le mal des fantômes (poésie), Paris-Méditerranée & L'Ether Vague-Patrice Thierry éditeur, 1996 ; rééd. établie par Patrice Beray et Michel Carassou, avec la collaboration de Monique Jutrin, liminaire de Henri Meschonnic, Paris, Verdier Poche, 2006  (ISBN 2864324857)
- Images et Livres de France, traduit du roumain par Odile Serre, introduction de Monique Jutrin, Paris-Méditerranée, 2002.
- Écrits pour le cinéma, Verdier Poche, 2007.
- Entre Jérusalem et Athènes. Benjamin Fondane à la recherche du judaïsme, Paris/Les Plans-sur-Bex (Suisse), Parole et Silence, 2009. Textes réunis par Monique Jutrin.
- Rimbaud le voyou, préface de Michel Carassou, Paris, Éditions Non Lieu, 2010.
- Poèmes d’autrefois. Le Reniement de Pierre, Le Temps qu’il fait, 2010. Textes traduits par Odile Serre, postface de Monique Jutrin.
- Théâtre complet, édition établie par Eric Freedman, Paris, Éditions non Lieu, 2012.
- La Conscience malheureuse, nouvelle édition établie par Olivier Salazar-Ferrer, Verdier, 2013, coll. « Philosophie »,  (ISBN 2864327198).
- Paysages, Bazas, Le Temps qu'il fait, 2013,  (ISBN 9782868535894).
- Entre philosophie et littérature, textes réunis par Monique Jutrin, Paris/Les Plans-sur-Bex (Suisse), Parole et silence, 2015.
- Devant l'Histoire, textes réunis et présentés par Monique Jutrin, Arles, Éditions de l'Éclat, coll. « Philosophie imaginaire », 2020.
- Lévy-Bruhl ou le métaphysicien malgré lui, texte établi et présenté par Serge Nicolas et Dominique Guedj, Arles, Éditions de l'Éclat, coll. « Philosophie imaginaire », 2020.